# Vincent Canby
Vincent Canby (n. 27 iulie 1924, Chicago, Illinois, SUA – d. 15 octombrie 2000, New York City, New York, SUA) a fost un critic american de film și de teatru al ziarului The New York Times care a ocupat postul de critic principal de film din 1969 până la începutul anilor 1990 și apoi pe cea de critic principal de teatru din 1994 până în anul 2000, când a murit. A scris recenziile a peste o mie de filme în perioada cât a lucrat la The New York Times.

## Tinerețea
Canby s-a născut la Chicago, Illinois, ca fiu al soților Katharine Anne (n. Vincent) și Lloyd Canby. A crescut inițial în Lake Forest, Illinois, apoi a urmat cursurile școlii internat din Christchurch, Virginia, împreună cu romancierul William Styron, iar cei doi s-au împrietenit. El i-a recomandat lui Styron să citească operele literare ale lui E.B. White și Ernest Hemingway, iar cei doi prieteni au făcut autostopul până la Richmond pentru a cumpăra cartea Pentru cine bat clopotele. După ce și-a efectuat serviciul militar în cel de-al Doilea Război Mondial ca ofițer naval pe frontul din Pacific, a lucrat o scurtă perioadă ca jurnalist liber profesionist la Paris și apoi a urmat studii de literatură engleză la colegiul Dartmouth, pe care le-a finalizat în 1947 cu o diplomă de licență.

## Carieră
A obținut primul său post de jurnalist în 1948 la Chicago Journal of Commerce, unde a lucrat ca reporter și ca asistent al criticului teatral și al redactorului economic. În anul 1950 a părăsit orașul Chicago și s-a mutat la New York, unde a lucrat ca reporter la The Motion Picture Herald (1951-1959) și critic de film și de teatru al revistei Variety (1959-1965). A început să scrie recenzii de filme pentru New York Times în 1965 și a fost critic senior de film al ziarului din 1969 până în 1993, critic de teatru din 1993 până în 1994 și critic principal de teatru din 1994 până în 1996.
Canby a fost un susținător entuziast al stilurilor specifice ale unor cineaști precum Stanley Kubrick, Spike Lee, Jane Campion, Mike Leigh, Rainer Werner Fassbinder, James Ivory și Woody Allen, care a menționat recenzia extrem de entuziastă a filmului Take the Money and Run realizată de Canby ca un moment crucial al carierei sale cinematografice. Pe de altă parte, Canby a fost extrem de critic cu unele filme apreciate precum Rocky, Imperiul contraatacă, Întoarcerea lui Jedi, Noaptea morților vii, O noapte ciudată, Șei în flăcări, Poveste de Crăciun, Witness, Mask, Născut învingător, Rain Man, Exorcistul, Zbor deasupra unui cuib de cuci, Eliberarea, Nașul: Partea a II-a, Alien și Creatura. Unul dintre cele mai cunoscute texte scrise de Canby este o recenzie extrem de negativă a filmului Heaven's Gate al lui Michael Cimino.
La începutul anilor 1990 Canby a devenit mai interesat de teatru și a renunțat să mai scrie cronici de film; el a fost numit în postul de critic principal de teatru al ziarului în anul 1994. Cariera lui Vincent Canby este discutată în filmul documentar For the Love of Movies: The Story of American Film Criticism de critici contemporani, cum ar fi Stuart Klawans de la The Nation, care vorbește despre influența lui Canby asupra criticilor vremii sale.
Canby a fost ocazional dramaturg și romancier, scriind romanele Living Quarters (1975) și Unnatural Scenery (1979) și piesele End of the War (1978), After All (1981) și The Old Flag (1984), o dramă a cărei acțiune are loc în timpul Războiului Civil din America.
„Recenziile lui Canby nu au avut niciodată un nivel academic și au fost adesea completate cu un umor ironic. [...] El a menținut invariabil o distanță demnă față de cei care au căutat să-l influențeze. Nu putea fi determinat să scrie altceva decât propriile sale opinii, oricare ar fi fost cererile. Părea adesea o persoană distantă și nu a cedat niciodată la niciun fel de presiune”, scria criticul britanic Derek Malcolm în necrologul publicat în The Guardian.

## Viața personală
Canby nu s-a căsătorit niciodată, dar a fost, timp de mulți ani, partenerul de viață al scriitoarei engleze Penelope Gilliatt. A murit de cancer în Manhattan la 15 octombrie 2000. Aproape trei ani mai târziu, la moartea lui Bob Hope, ultimul articol al lui Canby a apărut pe prima pagină a ziarului The New York Times. Canby scrisese cea mai mare parte a necrologului lui Hope pentru ziar cu câțiva ani înainte.

## Legături externe
- Articole și recenzii de Vincent Canby la The New York Times
- Vincent Canby la Internet Movie Database